# Slag bij Talana Hill
De Slag bij Talana Hill, ook wel bekend als de Slag van Talanakoppie, op 20 oktober 1899 was de eerste grote botsing van de Tweede Boerenoorlog. Een frontale aanval door Britse infanterie, ondersteund door artillerie, verdreef de Afrikaners van de heuveltop, maar de Britten leden daarbij zware verliezen, waaronder hun bevelvoerende generaal William Penn Symons.

## Prelude
Luitenant-generaal William Penn Symons voerde versterkingen die door Groot-Brittannië onmiddellijk voor het uitbreken van de oorlog waren gestuurd naar het noorden van de kolonie Natal. Symons voerde het bevel over een brigade: vier infanteriebataljons, een onderdeel van een cavalerieregiment, drie compagnieën bereden infanterie, en drie batterijen veldartillerie. Hij bezette de mijnstad Dundee; steenkool was van strategisch belang, vanwege de Britse stoomlocomotieven. Dit was echter niet ver genoeg voorwaarts om de passen van de Drakensbergen te bezetten; als gevolg hiervan konden de Boeren van drie kanten Natal binnenvallen.
De net gearriveerde luitenant-generaal George White, die het bevel over kwam nemen over de strijdkrachten in Natal, verzocht om terugtrekking van de troepen van Glencoe (Dundee) op Ladysmith waar hij het grootste deel van de Britse troepen concentreerde. De gouverneur van Natal vond het noodzakelijk om de positie te behouden om politieke en economische redenen, en White besloot hem zijn zin te geven. 
De oorlog werd op 11 oktober om 17.00 uur uitgeroepen en de Boeren vielen op 12 oktober binnen. 
Op de avond van 19 oktober kwamen twee Boerencommando's van de onafhankelijke Zuid-Afrikaanse Republiek, elk met 4000 man onder leiding van generaal Lucas Meyer en generaal "Maroela" Erasmus, dichterbij op Dundee.

## De slag
Voor zonsopgang op 20 oktober bezette Erasmus' strijdmacht Impati Mountain ten noorden van Dundee. Meyers mannen bezetten de lage Talana-heuvel ten oosten van de stad en sleepten verschillende Duitse vervaardigde Krupp-veldkanonnen naar de top. Toen de dageraad aanbrak en de Britten de Boeren op Talana Hill zagen, openden deze kanonnen het vuur, zonder effect (probleem was dat de granaten bij inslag hoorden te ontploffen, maar dat in de zachte grond niet deden).
De Britse 16e en 69e Veldbatterijen galoppeerden binnen bereik en openden het vuur. De Britse infanterie, onder leiding van het 2e Bataljon Royal Dublin Fusiliers en achtereenvolgens ondersteund door het 1e Bataljon King's Royal Rifle Corps (KRRC) en het 1e Bataljon Royal Irish Fusiliers (RIF) trokken naar voren om een frontale aanval uit te voeren en bereikten de voet van de heuvel waar ze door een klein bos moesten oprukken. Ze werden echter vastgepind door zwaar geweervuur vanaf de top van Talana Hill. Symons ging naar voren om hen aan te sporen en raakte dodelijk gewond in de maag, hoewel hij in staat was om op zijn paard te klimmen en terug te rijden naar Dundee, waar hij later stierf. Onder de opvolger van Symons, Brigadier-General James Herbert Yule, slaagde de KRRC erin een kleine stenen muur te bereiken aan de voet van Talana Hill, waar de Dublin Fusiliers werden vastgepind door Boerenvuur. Met de Royal Artillery die nauwkeurig op de top vuurde, kon de KRRC, gesteund door de RIF, de heuvel opgaan. Toen ze de top bereikten, leden ze slachtoffers door hun eigen ondersteunende artillerie. De Boeren verlieten hun posities op de heuvel. Ondanks dat de Britse artillerie werd verplaatst om de terugtocht van de Boer lastig te vallen, weigerden ze te schieten, bang dat ze hun eigen troepen opnieuw zouden treffen.
De troepen van generaal Lukas Meyer klommen op hun paarden en verlieten hun posities. Een eskader van de 18th Hussars en de Britse infanterie probeerden hun terugtocht af te snijden, maar de meeste Britse ruiters dwaalden af op de hellingen van Impati. De mannen van generaal Erasmus, die tot dusver geen rol hadden gespeeld in de strijd omdat Impati in mist gehuld was, omsingelden het Britse bereden detachement en dwongen hen zich over te geven.

## Na afloop
De Slag bij Talana Hill wordt gezien als een Britse tactische overwinning doch tegen een hoge prijs. De Britse troepen leden grote verliezen. Snel na afloop van de slag bleek de Britse positie onhoudbaar en beval luitenant-generaal de brigade zich terug te trekken tot Ladysmith, met niet meer dan wat de troepen konden dragen. De voorraden en het veldhospitaal bleven achter. De terugtrekking naar Ladysmith lukte wonderwel omdat de Boerengeneraal Kock zijn opdracht om een blokkerende positie op de Biggarsberg in te nemen niet eervol genoeg vond en in plaats daarvan het offensief koos, zodat de Britten vrij de ruimte hadden. De troepen van Kock werden bij de Slag bij Elandslaagte (waar ze niet behoorden te zijn) door de Britse hoofdmacht afgeslacht.
De commandant van het Boerenleger Piet Joubert vond de operatie bij Dundee mislukt. Als generaal Meyer een dag gewacht had, totdat de troepen van generaal Erasmus in positie waren, zou de Slag bij Talana Hill niet verloren zijn, en als generaal Kock zijn opdracht had uitgevoerd om positie in te nemen op de Biggarsberg had de hele Britse brigade bij Dundee tot overgave gedwongen kunnen worden. Nu had Joubert wel terreinwinst en hield hij het initiatief, maar was weinig schade toegebracht aan de Britten.

## Trivia
In Dundee staat een museum over de Slag bij Talana Hill.
Kraaipan · Kimberley · Talana Hill · Elandslaagte · Ladysmith (Slag) · Ladysmith (Beleg) · Belmont · Graspan · Modderivier · Stormberg · Magersfontein · Colenso · Spionkop · Vaalkrans · Paardeberg · Boven Tugela · Ladysmith (ontzet) · Poplar Grove · Driefontein · Slag bij Sannaspos · Boshof · Mafeking · Doornkop · Fabersput · Diamond Hill · Witpoort · Elandsrivier (1) · Bergendal · Bothaville · Rhenosterkop · Leliefontein · Nooitgedacht · Helvetia · Middelfontein · Hartbeesfontein · Groenkloof · Duivelskloof · Elandsrivier (2) · Bloedrivierpoort · Bakenlaagte · Groenkop · Tweebosch · Hartrivier · Rooiwal